# Pseudochromis sankeyi
Pseudochromis sankeyi är en fiskart som beskrevs av Lubbock, 1975. Pseudochromis sankeyi ingår i släktet Pseudochromis och familjen Pseudochromidae. IUCN kategoriserar arten globalt som livskraftig. Inga underarter finns listade i Catalogue of Life.